# Неглубокая могила
«Неглубокая могила» (англ. Shallow Grave) — триллер 1994 года, дебютная картина британского режиссёра Дэнни Бойла. Главные роли в фильме исполняют Юэн Макгрегор, Керри Фокс и Кристофер Экклстон.

## Сюжет
Трое близких друзей: Алекс Лоу, Дэвид Стивенс и Джульетт Миллер делят просторную квартиру в Эдинбурге. Нуждаясь в четвёртом сожителе, троица даёт объявление в газете. Пришедших по поводу комнаты они подвергают жёсткому допросу, оскорбляя и задавая неуместные вопросы, что несказанно смешит всех троих. В итоге они останавливаются на таинственном Хьюго, который смог проявить себя интересным и тактичным человеком. Но всего через несколько дней оказывается, что их новый сосед умер от передозировки наркотиков. Осматривая его комнату, Алекс случайно обнаруживает наполненный деньгами чемодан, и друзья решают присвоить себе его содержимое.
Но для этого им приходится избавиться от трупа — отрубив ноги и руки, выбив зубы и изуродовав тело до неузнаваемости. К тому же, как и следовало ожидать, у денег есть и другие хозяева, которые настроены вернуть их любой ценой.
Пока Джульетт и Алекс тратят деньги, покупая ненужные дорогие вещи, Дэвид, которому пришлось проделать всю работу по избавлению от тела, начинает сходить с ума. Он запирается на чердаке, предварительно просверлив дыры в потолке, чтобы наблюдать за квартирой, и спрятав деньги в сейф. Отношение между Джульетт, Алексом и Дэвидом становятся все более напряжёнными, между ними больше нет доверия. Кто же окажется слабым звеном?

## В ролях
- Юэн Макгрегор — Алекс Лоу
- Керри Фокс — Джульет Миллер
- Кристофер Экклестон — Дэвид Стивенс
- Кен Стотт — инспектор МакКал
- Кит Аллен — Хьюго
- Колин Макгреди — Кэмерон
- Виктория Най — посетитель
- Гэри Льюис — посетитель
- Тони Карран — туристический агент

## Награды
Перечислены основные награды. Полный список наград и номинаций см. на IMDb.com
- 1996 Кинопремия журнала Empire
  - Лучшая британская картина
  - Лучшая режиссура — Дэнни Бойл
  - Лучшая мужская роль — Юэн Макгрегор
- 1996 Премия Общества кинокритиков Лондона
  - Открытие года — Дэнни Бойл
- 1994 Премия Международного кинофестиваля в Сан-Себастьяне
  - Лучшая режиссура — Дэнни Бойл